# Prvan Selo
Prvan Selo falu Horvátországban Lika-Zengg megyében. Közigazgatásilag Perušićhoz tartozik.

## Fekvése
Gospićtól légvonalban 9 km-re közúton 11 km-re északra, községközpontjától légvonalban 2,5 km-re közúton 3 km-re délre, az 50-es számú főúttól nyugatra fekszik.

## Története
A terület 1689-ben szabadult fel a százötven évi török uralom alól. A szabaddá vált területre katolikus horvátok települtek, akik határőrszolgálatot láttak el. Az otocsáni ezred perušići századához tartoztak. A falunak 1857-ben 432, 1910-ben 411 lakosa volt. A trianoni békeszerződés előtt Lika-Korbava vármegye Perušići járásához tartozott. Ezt követően előbb a Szerb-Horvát-Szlovén Királyság, majd Jugoszlávia része lett. 1991-ben lakosságának 95 százaléka horvát nemzetiségű volt. 1991-ben a független Horvátország része lett. 2011-ben 99 lakosa volt, akik földműveléssel, állattartással foglalkoznak.

## Lakosság
| Lakosság változása | Lakosság változása | Lakosság változása | Lakosság változása | Lakosság változása | Lakosság változása | Lakosság változása | Lakosság változása | Lakosság változása | Lakosság változása | Lakosság változása | Lakosság változása | Lakosság változása | Lakosság változása | Lakosság változása | Lakosság változása |
| ------------------ | ------------------ | ------------------ | ------------------ | ------------------ | ------------------ | ------------------ | ------------------ | ------------------ | ------------------ | ------------------ | ------------------ | ------------------ | ------------------ | ------------------ | ------------------ |
| 1857               | 1869               | 1880               | 1890               | 1900               | 1910               | 1921               | 1931               | 1948               | 1953               | 1961               | 1971               | 1981               | 1991               | 2001               | 2011               |
| 432                | 448                | 423                | 396                | 411                | 411                | 470                | 358                | 299                | 263                | 291                | 271                | 226                | 202                | 148                | 99                 |